# جو هوزر
جو هوزر (بالإنجليزية: Joe Hauser)‏ هو لاعب كرة قاعدة أمريكي، ولد في 12 يناير 1899 في ميلواكي في الولايات المتحدة، وتوفي في 11 يوليو 1997 في شيبويغن في الولايات المتحدة.

## وصلات خارجية
- جو هوزر على موقعبيزبول رفرنس.كوم (الدوري الرئيسي) (الإنجليزية)
- جو هوزر على موقعبيزبول رفرنس.كوم (الدوري الثانوي) (الإنجليزية)
- جو هوزر على موقع جمعية أبحاث البيسبول الأمريكية (الإنجليزية)